# Квинт Фулвий Флак (консул 237 пр.н.е.)
Вижте пояснителната страница за други личности с името Квинт Фулвий Флак.
Квинт Фулвий Флак (на латински: Quintus Fulvius Flaccus; † 205 пр.н.е.) e политик и консул на Римската република през 3 век пр.н.е.
Той е син на Марк Фулвий Флак (консул 264 пр.н.е.) и баща на Квинт Фулвий Флак (консул 179 пр.н.е.) и Луций Манлий Ацидин Фулвиан (консул 179 пр.н.е.).
Флак е консул през 237 пр.н.е., 224 пр.н.е., 212 пр.н.е. и 209 пр.н.е. През 231 пр.н.е. той е цензор. През 215 пр.н.е. и 214 пр.н.е. е градски претор (praetor urbanus); през 213 пр.н.е. magister equitum и през 210 пр.н.е. диктатор.
В неговите първи два консулата Флак се занимава с покоряването на келтите в Горна Италия. Като пръв римски консул и генерал той пресича По към север. През третия му консулат той участва във втората пуническа война и завладява един картагенски лагер при Беневенто и обсажда град Капуа до 211 пр.н.е. През четвъртия си консулат той побеждава съюзените с Картаген самнитските хирпини и лукани.
Следващите години Флак има множество командвания в Италия. През 205 пр.н.е. той е против предложението на новия консул Сципион Африкански да се бият на Африканска земя, но протестът му не е приет. Флак умира същата година.
Флак е дядо на Марк Фулвий Флак (консул 125 пр.н.е.) и на Фулвия (третата съпруга на Марк Антоний).